# Carlos Lemos
Carlos Lemos, född 3 juni 1988, är en friidrottare från Colombia. Han deltog vid olympiska sommarspelen 2016 och olympiska sommarspelen 2020.